# Sidiclei de Souza
Sidiclei de Souza, mais conhecido como Sidiclei (Cascavel, 13 de maio de 1972), é um ex-futebolista brasileiro que atuava como volante. Atualmente exerce a função de auxiliar técnico no FC Cascavel

## Carreira

### Jogador
Sidiclei começou a carreira em 1992, no Matsubara. Ficou no clube da cidade de Cambará até 1996, quando assinou com o Atlético Paranaense, recém-promovido à elite do Brasileirão em 1996.
Atuando em uma equipe recém-promovida à Primeira Divisão do Brasileiro, num elenco que contou com o goleiro Flávio Emídio, o zagueiro Andrei, os meias Alberto, Jean Carlo, Jorginho e Leomar, e os atacantes Oséas e Clóvis, os zagueiros Paulão, Lira e Jorge Luiz, o uruguaio Gustavo Matosas, o polonês Mariusz Piekarski e Paulo Rink, o clube terminou o Brasileirão de 1996, em quarto lugar. Em seguida, tomou uma decisão que mudou sua carreira: assinou contrato com o Montedio Yamagata, iniciando assim o primeiro de treze anos atuando no futebol japonês.
No clube, seu desempenho chamou a atenção do Kyoto Purple Sanga, que o contratou em 1999. Depois de sair desta agremiação, ele passou também por Oita Trinita, Vissel Kobe e Gamba Osaka. Regressou ao Purple Sanga em 2008, quando seu contrato com o Gamba se encerrou. 
Após treze anos, voltou ao futebol brasileiro no início de 2010, assinando contrato com o Cascavel CR. Em 2012, anunciou sua aposentadoria dos gramados, após o termino do contrato com o Cascavel CR.

### Técnico
Iniciou a carreira de técnico na função de auxiliar no Gamba Osaka em 2013. Ficou no clube até 2015. Em 2017, assumiu como auxiliar no FC Cascavel e em 2018, também como auxiliar técnico, trabalhou no Cascavel Clube Recreativo. Ainda em 2018, assumiu a função de técnico do sub-19 do FC Cascavel.

## Títulos
Gamba Osaka
- Campeonato Japonês: 2005[4]
- Copa Nabisco: 2007
- Supercopa do Japão: 2007

Marcílio Dias
- Campeonato Catarinense da Divisão Especial: 2010

Aguia Negra
- Campeonato Sul-Mato-Grossense: 2012

## Prêmios individuais
- Prêmio de Melhor Jogador J-League: 2001, 2002, 2004, 2006